# Plaumanniella
Plaumanniella is een kevergeslacht uit de familie van de boktorren (Cerambycidae). De wetenschappelijke naam van het geslacht werd voor het eerst geldig gepubliceerd in 1938 door Fisher.

## Soorten
Plaumanniella is monotypisch en omvat slechts de volgende soort:
- Plaumanniella novateutoniae Fisher, 1938